# Schell (Wuppertal)
Schell, in früherer Schreibweise Schelle oder auch In den Hülsen, ist ein Wohnplatz im Norden der bergischen Großstadt Wuppertal.

## Lage und Beschreibung
Der Wohnplatz liegt im Norden des Wohnquartiers Dönberg im Stadtbezirk Uellendahl-Katernberg auf einer Höhe von 300 m ü. NHN am Mutzberger Weg nahe der Stadtgrenze zu Velbert.
Benachbarte Orte sind neben Dönberg die Wohnplätze und Hofschaften  Schimmelshaus, Bruch, Brunnenhäuschen, Grüntal, Junkernbruch, Jommerhönschen, Neue Wiese, Busch, Pottstemmer, Fettenberg, Am Strauch, Danz, Danzberg, Ibach, Schmiede, Weißenibach, Weißenhaus, Am Brass, Stürmann, Jungenholz, Engelshaus und Grades.
In der lokalen Mundart wurde der Ort als am Schell oder auch als en de Hülsen (= In den Hülsen) bezeichnet.

## Geschichte
Im 19. Jahrhundert gehörte Schell zu der Bauerschaft und der Kirchengemeinde Dönberg in der Bürgermeisterei Hardenberg, die 1935 in Neviges umbenannt wurde. Damit gehörte es von 1816 bis 1861 zum Kreis Elberfeld und ab 1861 zum alten Kreis Mettmann. 
Der Ort ist auf der Gemeinde Charte des Parzellar Katasters der Bürgermeisterei Hardenberg von 1815/16 als in den Hülsen eingezeichnet. Im Gemeindelexikon für die Provinz Rheinland von 1888 werden ein Wohnhaus mit sechs Einwohnern angegeben. Der Ort wird zu dieser Zeit Schelle genannt.
Mit der Kommunalreform von 1929 wurde der südliche Teil von Dönberg abgespalten und mit weiteren, außerhalb von Dönberg liegenden Nevigeser Ortschaften in die neu gegründete Stadt Wuppertal eingemeindet, der Rest Dönbergs mit Schell verblieb zunächst bei Neviges. Durch die nordrhein-westfälische Gebietsreform kam Neviges mit Beginn des Jahres 1975 zur Stadt Velbert und das restliche Dönberg wurde ebenfalls in Wuppertal eingemeindet.